# Адамс, Джули
Джули Адамс (англ. Julie Adams, урождённая Бетти Мэй Адамс (англ. Betty May Adams); 17 октября 1926 — 3 февраля 2019) — американская актриса.

## Биография
Бетти Адамс родилась в Айове, а своё детство провела в Арканзасе. В конце 1940-х, решив стать актрисой, она переехала в Лос-Анджелес, где три дня в неделю работала по совместительству секретарём, а оставшееся время брала уроки дикции, пытаясь при этом попасть на какую-либо киностудию. В 1946 году она получила титул «мисс Литл-Рок». В 1949 году состоялся её актёрский дебют одновременно на телевидении и в кино. В это время она начинает сотрудничать со студией Universal International и берёт псевдоним Джули Адамс.
В 1950-х Адамс с второстепенных персонажей переместилась на главные роли, снявшись в таких картинах как «Блестящая победа» (1951), «Излучина реки» (1951), «Голливудская история» (1951), «Человек из Аламо» (1953), «Тварь из Чёрной Лагуны» (1954), «Пересечь шесть мостов» (1955) и «Частные войны майора Бенсона» (1955). В конце десятилетия актриса ушла на телевидение, где последующие четыре десятилетия была частной гостьей во многих телесериалах, включая «Альфред Хичкок представляет», «Мэверик», Перри Мейсон, «Сансет-Стрип, 77», «Она написала убийство», «Капитолий», «Мелроуз Плэйс» и «Остаться в живых».
За съёмки в вестернах в 1999 году получила награду Золотая бутса. В 2000 году была введена в Зал славы артистов штата Арканзас. В 2011 году получила награду «За карьеру в кино».

## Личная жизнь
Актриса дважды была замужем, и оба её брака завершились разводом.
Первый муж — сценарист Леонард Стерн, их брак длился с 1950 по 1953 годы. Вторично она вышла замуж в 1954 году. От второго супруга, Рея Дентона, она родила двух сыновей, Стивена и Митчелла. С мужем она развелась в 1981 году.  После развода была в отношениях с режиссёром Рональдом Коэном, который скончался в 1998 году.
Адамс умерла 3 февраля 2019 года в Лос-Анджелесе в возрасте 92 лет.

## Избранная фильмография
| Год  |   | Русское название             | Оригинальное название          | Роль                       |
| ---- | - | ---------------------------- | ------------------------------ | -------------------------- |
| 1951 | ф | Блестящая победа             | Bright Victory                 | Крис Патерсон              |
| 1951 | ф | Голливудская история         | Hollywood Story                | Сэлли Руссо / Аманда Руссо |
| 1952 | ф | Излучина реки                | Bend of the River              | Лаура Бейл                 |
| 1952 | ф | Горизонты запада             | Horizons West                  | Лорна Хардин               |
| 1953 | ф | Жертва судьбы                | The Lawless Breed              | Рози Маккой                |
| 1953 | ф | Человек из Аламо             | The Man from the Alamo         | Бет Андерс                 |
| 1954 | ф | Тварь из Чёрной Лагуны       | Creature from the Black Lagoon | Кей Лоуренс                |
| 1955 | ф | Пересечь шесть мостов        | Six Bridges to Cross           | Эллен Галлахер             |
| 1956 | ф | Частные войны майора Бенсона | Частные войны майора Бенсона   | Кей Ламберт                |
| 1962 | ф | Подводный город              | The Underwater City            | доктор Моника Пауэрс       |
| 1965 | ф | Очистить территорию          | Away All Boats                 | Надин Макдугал             |
| 1965 | ф | Пощекочи меня                | Tickle Me                      | Вера Рэдфорд               |
| 1971 | ф | Последний фильм              | The Last Movie                 | миссис Андерсон            |
| 1974 | ф | Маккью                       | McQ                            | Элейн                      |
| 1975 | ф | Телепат-убийца               | Psychic Killer                 | доктор Лаура Скотт         |
| 1978 | ф | Пятый этаж                   | The Fifth Floor                | медсестра Ханнелорд        |
| 1990 | ф | Отступник                    | Catchfire                      | Марта                      |
| 2006 | с | Остаться в живых             | Lost                           | Амелия                     |